# Memorial Gilbert Letêcheur
O Memorial Gilbert Letêcheur é uma corrida de ciclismo belga criada em 2010 e disputada numa jornada no mês de julho. Está inscrita no calendário da Copa da Bélgica para esperanças e elites sem contrato.
Antes organizada em torno de Rochefort (província de Namur), o director da prova Robert Bay decide para a oitava edição em 2016 de deslocar a carreira para a Província do Luxemburgo.

## Palmarés
| Ano  | Ganhador           | Segundo                  | Terceiro             |
| ---- | ------------------ | ------------------------ | -------------------- |
| 2010 | Jérôme Giaux       | Klaas Sys                | Frederic Verkinderen |
| 2011 | Floris Smeyers     | Sean De Bie              | Tom Van Asbroeck     |
| 2012 | Gregory Franckaert | Dennis Coenen            | Floris Smeyers       |
| 2013 | Dennis Coenen      | Dimitri Peyskens         | Tiesj Benoot         |
| 2014 | Quincy Vens        | Emiel Wastyn             | David Motte          |
| 2015 | Gianni Comerciante | Niels Tooth              | Nícolas Sessler      |
| 2016 | Niels Tooth        | Alexander De Keersmaeker | Thimo Willems        |
| 2017 | Bjorn De Decker    | Niels Heyns              | Jeroen Vercammen     |
| 2018 | Jeroen Vercammen   | Brent Van Tilborgh       | Misch Leyder         |
| 2019 | Stijn Siemons      | Tom Vermeer              | Sander Elen          |